# Hill Air Force Base
Hill Air Force Base (IATA-code: HIF, ICAO-code: KHIF) is een vliegbasis van de United States Air Force vlak ten zuiden van Ogden in de Amerikaanse staat Utah, zo'n 50 km ten noorden van Salt Lake City.
De basis is vernoemd naar majoor Ployer Peter Hill van het US Army Air Corps, die in 1935 stierf tijdens het testen van NX13372, het originele Model 299-prototype van de B-17 Flying Fortress-bommenwerper. In 2018 was Hill AFB de zesde grootste werkgever in de staat Utah. Hill AFB is de thuisbasis van het Ogden Air Logistics Complex (OO-ALC) van het Air Force Materiel Command (AFMC), de wereldwijde manager voor een breed scala aan vliegtuigen, motoren, raketten, software, avionica en accessoirecomponenten. Het Ogden Air Logistics Complex (OO-ALC) voert geprogrammeerd depotonderhoud uit op een aantal wapensystemen van de Amerikaanse luchtmacht. Het ondersteunt met name A-10 Thunderbolt II, B-2 Spirit, F-16 Fighting Falcon en LGM-30G Minuteman III-systemen. Daarnaast is het centrum verantwoordelijk voor landingsgestelsystemen, conventionele munitie, vaste drijfgassen en composietmaterialen. De OO-ALC is onderdeel van het Air Force Sustainment Center, dat eveneens vestigingen heeft in de Robins Air Force Base, Georgia en de Tinker Air Force Base, Oklahoma;
Sinds 2012 houdt het OO-ALC toezicht op de 309th Aerospace Maintenance and Regeneration Group op Davis-Monthan Air Force Base.
De gasteenheid op Hill AFB is de 75th Air Base Wing (75 ABW) van de AFMC, die diensten en ondersteuning biedt aan de OO-ALC en haar ondergeschikte organisaties. Extra huurderseenheden op Hill AFB zijn onder meer operationele gevechtsvleugels van Air Combat Command (ACC) en Air Force Reserve Command (AFRC), met name de 388th en 419th Fighter Wings met in totaal vier squadrons op F-35 Lightning II, naast het F-35A Lightning II Demonstration Team. De 388th Fighter Wing beheert ook vanuit de basis de Utah Test and Training Range.